# Lancastre

Brasão dos Lancastre, Duques de Aveiro.

Brasão do ramo Lancastre e Távora, Marqueses de Abrantes.

Apelido português Lencastre que ocorre com as variações Lancastre, Alancastre ou, mais raramente, Alencastro e que resulta do aportuguesamento da palavra inglesa Lancaster. Observe-se que a forma Alencastro, hoje mais utilizada pela descendência brasileira é provavelmente a mais antiga, pois consta dos “Lusíadas” de Luiz de Camões. Consta também de genealogia manuscrita do séc. XVIII da Torre do Tombo “Alencastros da Caza de Aveiro”
O primeiro que usou deste apelido em Portugal foi D. Jorge de Lencastre, 2º Duque de Coimbra (1481-1550), filho legítimado do Rei D. João II de Portugal e de D. Ana Furtado de Mendonça. 
Os reis e príncipes de Portugal não tinham sobrenome, intitulando-se apenas "de Portugal" ou eram designados pelo nome próprio (e.g. Senhor D. Duarte); quando foi preciso que D. Jorge adoptasse um apelido para o distinguir dos outros principes da família real, foi escolhido o nome Lencastre por ser o duque trineto da Rainha D. Filipa de Lencastre (1360-1415) princesa filha de João de Gante, Duque de Lancaster, filho do Rei Eduardo III de Inglaterra.
O Duque de Coimbra veio a ter numerosa descendência que usou e usa ainda hoje aquele sobrenome, nas suas diversas variantes.